# Beno Udrih
Pour les articles homonymes, voir Udrih.
Beno Udrih, né le 5 juillet 1982 à Celje en Slovénie, est un joueur slovène de basket-ball évoluant au poste de meneur. Il mesure 1,89 m.

## Biographie
Originaire d'une famille de basketteurs (son frère Samo est également joueur professionnel), il fait ses débuts à quinze ans dans la ligue slovène. Il rejoint le grand club du pays, l'Union Olimpija Ljubljana, où il découvre l'Euroligue.
Il effectue une demi-saison en Russie puis en Italie avant de rejoindre le Maccabi Tel Aviv.
Drafté par les Spurs de San Antonio en juin 2004, il rejoint la ligue nord-américaine pour occuper un rôle de remplaçant du Français Tony Parker. Il obtient le titre NBA 2005 : durant cette saison, il effectue de bons débuts avec en particulier une fois le titre de recrue du mois (rookie of the month). Mais pour les séries éliminatoires (playoffs), l'entraîneur Gregg Popovich réduit son temps de jeu.
Lors de la saison suivante, la venue du All-Star Nick Van Exel réduit de nouveau son temps de jeu.
Lors de la saison 2006-2007, il reste remplaçant mais obtient un titre de champion NBA.
Au début de la saison 2007-2008, il s'engage aux Kings de Sacramento pour être le meneur remplaçant de Mike Bibby. Ce dernier se blesse rapidement et Udrih devient titulaire réalisant notamment un très bon match contre San Antonio dominant Tony Parker. À son retour Mike Bibby est rapidement échangé confortant ainsi le nouveau statut de Beno Udrih. Les nombreuses blessures de l'effectif les empêchent d'être des candidats aux playoffs surtout dans une Conférence Ouest très relevée (10 équipes avec un bilan positif - les 8 premières qualifiées).
Le 24 février 2014, il est coupé par les Knicks de New York. Trois jours plus tard, il rejoint les Grizzlies de Memphis pour le reste de la saison.
Le 10 juillet 2014, il resigne avec les Grizzlies un contrat de deux ans.
Le 7 juillet 2015, il reste aux Grizzlies et signe pour un an et 2,2 millions de dollars.
Udrih ne trouve pas de club en NBA au début de la saison 2017-2018 et fin décembre 2017, il rejoint le club lituanien du Žalgiris Kaunas où il signe un contrat jusqu'à la fin de la saison 2017-2018.

### Sélection nationale
Lors du championnat d'Europe 2007, il n'est pas sélectionné tout comme les autres joueurs NBA excepté Radoslav Nesterovič.
Une blessure l'empêche cependant de participer au championnat d'Europe 2011.

## Palmarès

### Club
- Champion NBA en 2005 et 2007 avec les Spurs de San Antonio.
- Champion de la Conférence Ouest en 2005 et 2007 avec les Spurs de San Antonio.
- Champion de la Division Southwest en 2005 et 2006 avec les Spurs de San Antonio.

## Records sur une rencontre en NBA
Les records personnels de Beno Udrih en NBA sont les suivants, :
| Type de statistique        | Saison régulière | Saison régulière           | Saison régulière | Playoffs | Playoffs                  | Playoffs      |
| Type de statistique        | Record           | Adversaire                 | Date             | Record   | Adversaire                | Date          |
| -------------------------- | ---------------- | -------------------------- | ---------------- | -------- | ------------------------- | ------------- |
| Points                     | 34               | Warriors de Golden State   | 21 décembre 2010 | 20       | Trail Blazers de Portland | 19 avril 2015 |
| Paniers marqués            | 13               | @ Clippers de Los Angeles  | 12 novembre 2008 | 9        | Trail Blazers de Portland | 19 avril 2015 |
| Paniers tentés             | 24               | Bucks de Milwaukee         | 19 mars 2010     | 14       | Trail Blazers de Portland | 19 avril 2015 |
| Paniers à 3 points réussis | 6                | @ Bucks de Milwaukee       | 19 décembre 2007 | 2        | 3 fois                    | 3 fois        |
| Paniers à 3 points tentés  | 7                | 5 fois                     | 5 fois           | 5        | @ Nuggets de Denver       | 2 mai 2005    |
| Lancers francs réussis     | 9                | 2 fois                     | 2 fois           | 4        | SuperSonics de Seattle    | 10 mai 2005   |
| Lancers francs tentés      | 11               | @ Bucks de Milwaukee       | 23 mars 2011     | 4        | 5 fois                    | 5 fois        |
| Rebonds offensifs          | 4                | 2 fois                     | 2 fois           | 1        | 12 fois                   | 12 fois       |
| Rebonds défensifs          | 9                | @ Cavaliers de Cleveland   | 28 mars 2010     | 6        | Trail Blazers de Portland | 19 avril 2015 |
| Rebonds totaux             | 10               | @ Cavaliers de Cleveland   | 28 mars 2010     | 7        | Trail Blazers de Portland | 19 avril 2015 |
| Passes décisives           | 17               | @ Clippers de Los Angeles  | 21 mars 2010     | 7        | Trail Blazers de Portland | 19 avril 2015 |
| Interceptions              | 6                | @ Spurs de San Antonio     | 22 décembre 2008 | 2        | 3 fois                    | 3 fois        |
| Contres                    | 2                | 3 fois                     | 3 fois           | 1        | Suns de Phoenix           | 30 mai 2005   |
| Balles perdues             | 6                | 4 fois                     | 4 fois           | 3        | 4 fois                    | 4 fois        |
| Minutes jouées             | 56               | @ Warriors de Golden State | 14 janvier 2009  | 24       | Trail Blazers de Portland | 19 avril 2015 |

- Double-double : 20
- Triple-double : 1